# Acrux
Coordenadas:  12h 26m 35.89522s, −63° 05′ 56.7343″
Alpha Crucis (α Cru, α Crucis), conhecida como Acrux e Estrela de Magalhães (em homenagem ao navegante português Fernão de Magalhães), é a estrela mais brilhante da constelação de Crux (Cruzeiro do Sul). Com uma magnitude aparente combinada de cerca de 0,8, é também a 13ª estrela mais brilhante do céu. De acordo com sua paralaxe, está localizada a aproximadamente 320 anos-luz (99 parsecs) da Terra.
Acrux é um sistema estelar múltiplo composto por pelo menos três estrelas das quais se pode distinguir visualmente α¹ Cru e α² Cru, separadas por 4 segundos de arco no céu, o que corresponde a uma separação física mínima de 400 UA e um período orbital mínimo de 1 300 anos. Com uma magnitude aparente de 1,3 e tipo espectral de B0.5 IV, α¹ Cru é por sua vez uma binária espectroscópica, cujos componentes têm 14 e 10 vezes a massa solar e estão separados por cerca de 1 UA, completando uma órbita a cada 75,78 dias. α² Cru é uma estrela de classe B da sequência principal com uma magnitude aparente de 1,8 e massa de 13 massas solares.
Uma estrela subgigante de classe B4, comumente chamada Alpha Crucis C (HR 4729, HD 108250), está localizada a 90 segundos de arco das outras estrelas do sistema e possui um movimento similar pelo espaço, o que sugere que poderia estar gravitacionalmente ligada ao resto do sistema. Seu movimento próprio e paralaxe, medidos pela sonda Gaia, são similares aos do sistema. Alpha Crucis C é, por si, uma binária espectroscópica com período de 1 dia e 5 horas, e possui uma fraca companheira visual denominada como "componente D", a 2,1 segundos de arco. Outras 7 estrelas mais fracas também são listadas como companheiras do sistema, a uma distância de 2 minutos de arco .
Acrux é uma das estrelas da bandeira do Brasil, e representa o estado de São Paulo.